# Josef Kuhn (pilot)
Npor. Josef Kuhn (21. prosince 1914 Bílá Třemešná – 4. října 1945 Bohaté Málkovice) byl československý pilot 311. československé bombardovací perutě RAF.

## Život

### Před druhou světovou válkou
Josef Kuhn se narodil 21. prosince 1914 v Bílé Třemešné u Dvora Králové nad Labem. Na dvouleté obchodní škole se vyučil obchodním praktikantem, poté se přihlásil do Školy pro odborný dorost letectva v Prostějově, kde mezi lety 1933 a 1935 absolvoval pilotní výcvik. Následně nastoupil na prezenční vojenskou službu, během které sloužil jako pilot na pozorovacích letounech v Nitře. Po jejím absolvování u armády zůstal a sloužil v jednotkách dislokovaných na Slovensku a to i během všeobecné mobilizace v roce 1938. Dosáhl hodnosti četaře.

### Druhá světová válka

#### Polsko
Rozpad Československa v březnu 1939 zastihl Josefa Kuhna na Slovensku, proto musel být repatriován. Dne 15. srpna téhož roku opustil Protektorát Čechy a Morava a ilegálně odešel do Polska, kde se přihlásil ke zde vznikající československé zahraniční jednotce. Dne 28. srpna 1939 přijal nabídku ke vstupu do polského letectva a stal se příslušníkem historicky první československé zahraniční letecké jednotky Czechoslowacka Eskadra Rozpoznawcza. Účastnil se pozorovacích a kurýrních letů a přeletů letadel z ohrožených letišť. Dne 17. září 1939 padl do zajetí sovětských jednotek, které Polsko napadly z východu. Internován byl v Orankách a Suzdalu.

#### Velká Británie
Josef Kuhn byl ze sovětské internace společně se skupinou dalších letců po dlouhých jednáních propuštěn 16. února 1941. Přes Oděsu, Istanbul, Haifu, Suez, Kapské město a Gibraltar se dostal do Velké Británie, kam dorazil 12. července. Byl přijat do Royal Air Force a protože dva roky nelétal, musel absolvoval osvěžovací kurz, následně sloužil u výcvikových leteckých jednotek RAF. Od 12. května 1942 se připravoval na službu na bombardérech, dne 1. října téhož roku nastoupil v Talbenny k 311. československé bombardovací peruti, u které absolvoval 61 protiponorkových hlídkových letů. Po ukončení operačního turnusu v létě 1943 přešel k dopravnímu letectvu. Po prodělání patřičného kurzu nastoupil k 246. dopravní peruti, v jejíž řadách létal na strojích Consolidated B-24 Liberator dálkové lety do Afriky, Středomoří a na blízký i dálný východ. Dne 1. června 1945 byl povýšen již na poručíka.

### Po druhé světové válce
Po návratu do Československa byl Josef Kuhn zařazen do Letecké dopravní skupiny. Dne 4. října 1945 stal obětí nevysvětlené nehody jím pilotovaného letounu Siebel Si 204 u Bohatých Málkovic, při kterém zahynul on i sedm dalších osob na palubě. Pohřben byl 12. října téhož roku v rodné Bílé Třemešné.

## Ocenění

### Vyznamenání
- 1943 Československá medaile Za chrabrost před nepřítelem
- 1944 Československý válečný kříž 1939
- Československá medaile za zásluhy I. st.
- 1944 Pamětní medaile československé armády v zahraničí
- 1944 Záslužná letecká medaile
- 1945 Hvězda 1939–1945
- Evropská hvězda leteckých posádek
- Hvězda Atlantiku
- Britská medaile Za obranu
- Válečná medaile 1939–1945

### Posmrtná ocenění
- Dne 1. února 1947 byl Josef Kuhn in memoriam povýšen na nadporučíka